# František Oldřich Vaněk
František Oldřich Vaněk (1. ledna 1857, Olomouc – 2. ledna 1923, Praha-Nové Město) byl český vědec, filozof, orientalista, technik, fotograf a propagátor vzduchoplavectví a letectví vůbec.

## Život
Vaněk se narodil v rodině gymnaziálního profesora. Středostavovské poměry kladoucí důraz na vzdělání vedly Vaňka po středoškolských studiích na Karlo-Ferdinandovu univerzitu do Prahy. Zde vystudoval filozofii, doktorát získal v roce 1897. Pracoval v pražském městském archivu, ale většinu svého volného času věnoval novým technickým objevům na poli aeronautiky. Snažil se vymyslet i zkonstruovat řiditelnou vzducholoď, na svou dobu také vyvíjel rozsáhlou publikační a popularizační činnost v oblasti letectví. Vedle techniky měl i své filozofické zájmy souvisící s náboženstvím a teologií, když patřil k zástupcům antiklerikálních směrů a vyvracel teologické námitky proti ateismu a odmítal náboženství založené na víře v osobního boha.
Někdy bývá s lehkou nadsázkou považován za předobraz polyhistora Járy Cimrmana, především rozsahem svých zájmů a také vymýšlením originálních a ve své době někdy vysmívaných myšlenkových konstrukcí. Řadu svých vynálezů také patentoval a byl u zrodu České společnosti aeronautické.

## Dílo
Jeho dílo lze rozčlenit na dvě části. Jednak popularizační práce na poli aeronautiky, vědecké práce z oblasti filozofie a teologie („O původu a rozvoji náboženství“, „Animismus se zvláštním zřetelem ku národům semitským: Ethnologická studie o rozvoji náboženství“) a v druhé rovině na patenty, návrhy a modely týkající se vzducholetectví. Fundamentální myšlenka jeho modelových pokusů při stavbě a návrzích vzducholodí byla správná. Vaněk chtěl kombinovat statický vztlak vzducholodi s dynamickým vztlakem nosné plochy. Tento princip se dokonce dodnes objevuje. Vaněk se nedal odradit nedůvěrou či úšklebky svých současníků a vytvořil již v 70. letech 19. století dokonce 4metrový model vzducholodě s výškou přes 60 centimetrů a šířkou skoro půldruhého metru.Konstrukce byla originální a v řadě prvků předběhla svou dobu. Totéž se týkalo i pohonu motoru, kde se Vaněk inspiroval přírodou. Zkonstruoval reaktivní motor, jenž se inspiroval pohybem chobotnic. Díky tomuto motoru se model dokázal pohybovat v různých režimech, když dosahoval rychlosti 28 až 36 km/h. Pomocí veřejných prezentací ve Vídni se mu podařilo některé originální vynálezy patentovat nejen doma, ale i v Německu, Velké Británii či Francii.
Vaněk se ovšem v souladu s Cimrmanovou teorií slepých uliček dopustil i některých přehmatů, např. s projektem „Aerodromon“. Šlo o projekt vzducholodi, která by byla operabilní, lehce manévrovatelná a proto vhodná především k vojenským účelům. Vaněk se takto pravděpodobně snažil najít mocné přímluvce v militárních kruzích a získat pro své vynálezy finanční prostředky z armádního rozpočtu. Celý návrh ovšem obsahoval řadu nerealistických myšlenek a v dějinách uvízl spíše jako kuriozita, která někdy přispívá k nevážnému náhledu na Vaňkovu osobnost. Můžeme přesto směle konstatovat, že Vaněk byl prvním českým leteckým publicitou, propagátorem letectví a šiřitelem moderních technických poznatků. Na něj navázal například Václav Rypl se svojí významnou knihou „Z dějin naší vzduchoplavby“.
Zemská jubilejní výstava, která se konala v roce 1891 v Praze, pak dosvědčovala pokrok českého národa (Němci z Čech se odmítli zúčastnit) ve všech oblastech společenského života. Ani zde Vaněk nechyběl a dokonce zařídil návštěvu známých francouzských vzduchoplavců Louise Godarda a Edouarda Surcoufa. Balon, jakožto symbol dobyvatele vzduchu, byl pak součástí propagačních letáků a ilustrací v novinách, na letácích, ve společenských magazínech apod.
Z jeho děl v oblasti letectví je klíčová práce „Plavba vzduchem : rozhled po dosavadních projektech i pokusech“, vůbec první české vědecké pojednání o letectví. Podílel se i na heslech z oblasti aeronautiky v Ottově slovníku naučném, publikoval řadu odborných statí z oblasti letectví.